# Hister lagoi
Hister lagoi är en skalbaggsart som beskrevs av Michael S. Caterino 1999. Hister lagoi ingår i släktet Hister och familjen stumpbaggar. Inga underarter finns listade i Catalogue of Life.